# Die Alpen (Film)
Die Alpen ist ein für IMAX-Kinos gedrehter Dokumentarfilm über die Durchsteigung der Eiger-Nordwand durch John Harlin III, den Sohn des dort 1966 tödlich verunglückten Bergsteigers John Harlin.

## Inhalt
Der US-Amerikaner John Harlin III kehrt nach rund 40 Jahren in die Schweiz zurück, wo er ein Teil seiner Kindheit verbracht hatte, um die Eiger-Nordwand zu durchsteigen und so über den Tod seines Vaters, des Bergsteigers John Harlin, im Jahr 1966 in dieser Wand hinwegzukommen. Dabei wird er vom Bergführer Robert Jasper unterstützt. Als Erzähler des Films wirkt der irische Schauspieler Michael Gambon. Der Fokus des Films liegt zwar in den spektakulären Aufnahmen der Nordwand und ihrer Umgebung, dabei werden aber auch Ausschnitte aus der Kindheit von John Harlin III gezeigt.

## Auszeichnungen
Der Film wurde 2007 mit den Film Achievement Awards in den Kategorien „Best Cinematography“ und „Special Achievement in Filmmaking“ ausgezeichnet.